# Cyperus glaber
Cyperus glaber là loài thực vật có hoa trong họ Cói. Loài này được L. mô tả khoa học đầu tiên năm 1771.